# Aleksandar Tanasin
Aleksandar Tanasin (in serbo Александар Танасин?; Novi Sad, 15 novembre 1991) è un calciatore serbo, difensore del Mladost GAT.

## Carriera
Il 1º luglio 2018 viene acquistato a titolo definitivo dalla squadra serba del Proleter Novi Sad.